# Martin Sheen
Ramón Antonio Gerardo Estévez Phelan (Dayton, Ohio, 3 d'agost de 1940), conegut professionalment com Martin Sheen, és un actor nord-americà.
Es va donar a conèixer pels seus papers en les pel·lícules The Subject Was Roses (1968) i Males terres (1973) i més tard va aconseguir un ampli reconeixement pel seus papers protagonistes com el capità Benjamin Willard en Apocalypse Now (1979) i com a president dels Estats Units, Josiah Bartlet, en la sèrie de televisió The West Wing (1999-2006). També ha participat en pel·lícules com The Amazing Spider-Man, Catch Me If You Can, Infiltrats, Gandhi, La zona morta i Wall Street. Amb el seu fill Emilio Estévez ha treballat en dues pel·lícules, Bobby i The Way; amb el seu fill Charlie Sheen ha treballat a Wall Street i Anger Management.
Tots els seus fills, Emilio, Ramón, Charlie (Carlos) i Renée Estévez es dediquen professionalment al món de la interpretació.

## Biografia
Martin Sheen (Ramón Estévez) va néixer en Dayton, Ohio (als EUA), i és fill de Francisco Estévez Martínez (emigrant gallec procedent de Parderrubias) i Mary Anne Phelan (procedent de Borrisokane, comtat de Tipperary, Irlanda). És el setè dels deu fills de la parella. Va triar el seu nom artístic, Martin Sheen, a partir d'una combinació entre el director de càsting de la CBS, Robert Dale Martin, qui li va donar la seva primera feina important, i el bisbe Fulton J. Sheen. En una entrevista a Inside the Actors Studio el 2003, Sheen va explicar, "Sempre que trucava per telèfon per a un lloc, ja fora per a feina o per a un apartament, quan donava el meu nom em responien amb dubtes i quan hi arribava, el lloc ja estava ocupat. Llavors vaig pensar que ja tenia massa problemes per a trobar un treball com a actor, així que vaig inventar en Martin Sheen. Oficialment continuo sent Estévez. Mai no ho vaig canviar oficialment, i mai no ho faré. Encara apareix en el meu permís de conducció, en el meu passaport i en tots els documents. Vaig començar a utilitzar Sheen com a prova, i abans d'adonar-me'n, vaig veure que havia començat a guanyar-me la vida amb aquest nom i ja era massa tard. De fet, un dels meus majors remordiments és no haver mantingut el nom que se'm va donar. Sabia que molestava al meu pare."

### Carrera professional

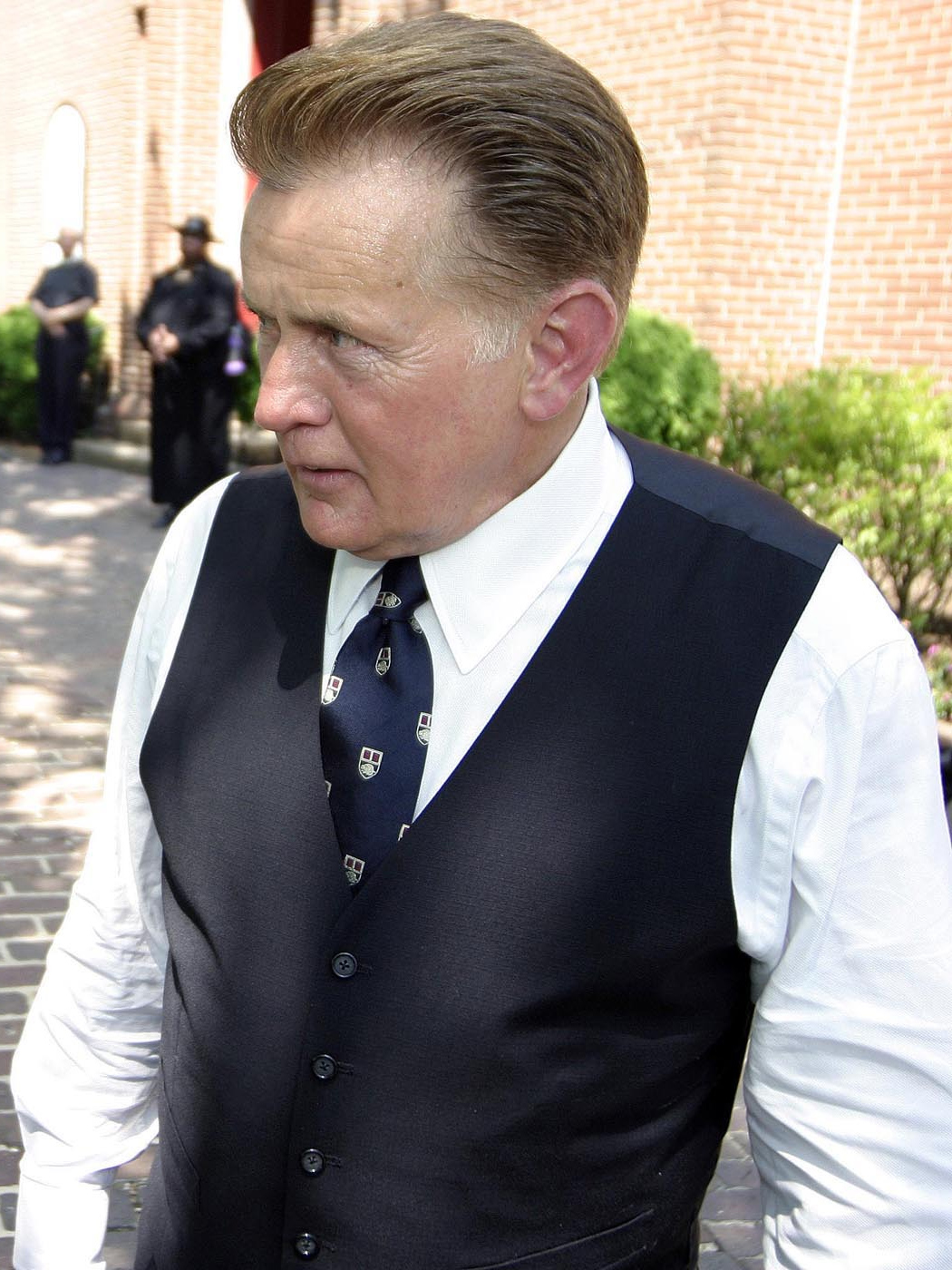
Martin Sheen el 2008

Sheen sempre va voler ser actor malgrat l'oposició del seu pare i va decidir començar la seva carrera en els teatres de la ciutat de Nova York, on va formar una companyia juntament amb altres actors.
El seu primer gran paper va ser en l'obra de teatre de Broadway The Subject Was Roses, paper que va repetir en l'adaptació al cinema d'aquesta obra en 1968. El seu següent paper important li va arribar en 1973 quan va protagonitzar juntament amb Sissy Spacek el drama Males terres dirigit per Terrence Malick.
En 1974, Sheen va aconseguir una nominació als Premis Emmy com a millor actor en un drama televisiu per la seva interpretació del soldat Eddie Slovik al telefilm The Execution of Private Slovik. Va ser aquesta actuació la que va portar a Francis Ford Coppola a triar-lo per al paper protagonista d' Apocalypse Now, amb el qual va aconseguir ser àmpliament conegut. Durant el rodatge de la pel·lícula, Sheen va patir un atac al cor després del qual se li va administrar la extrema unció, però, increïblement, es va recuperar i va acabar amb la seva interpretació magistral. Malgrat els seus orígens espanyols, Sheen no dominava el castellà, però gràcies al seu fill Emilio va estar practicant-lo per a poder parlar-ho amb fluïdesa abans d'anar a Galícia (la terra del seu pare) per a realitzar la pel·lícula The Way (El Camí, en referència al Camí de Sant Jaume), dirigida pel seu propi fill Emilio.

#### Premis
Martin Sheen té en el seu haver sis nominacions als Premis Emmy com a actor protagonista de drama pel seu paper a The West Wing, pel qual va aconseguir un Globus d'Or com a millor actor protagonista en una sèrie dramàtica per a la TV, així com dues premis SAG com a actor protagonista i altres dos com a integrant del repartiment de la sèrie. Té, a més, 6 nominacions més als Premis Emmy per altres treballs, guanyant l'Emmy com a Millor Actor convidat en Murphy Brown. Ha estat nominat 7 vegades als Globus d'Or guanyant-lo el 2001 per The West Wing. Nominat als Premis Tony per l'obra de teatre de 1965 The Subject Was Roses. En 1968 s'estrena la pel·lícula del mateix nom, sent nominat a un Globus d'Or i un Emmy per la pel·lícula. Als dos premis SAG guanyats com a actor protagonista i altres dos com a integrant del repartiment de The West Wing, s'hi afegeixen 9 nominacions més als Premis SAG. Nominat a un BAFTA per Apocalypse Now. Posseeix la Conquilla de Plata al millor actor del Festival Internacional de Cinema de Sant Sebastià per Males terres. Així mateix, té una estrella amb el seu nom al Passeig de la Fama de Hollywood.

## Filmografia

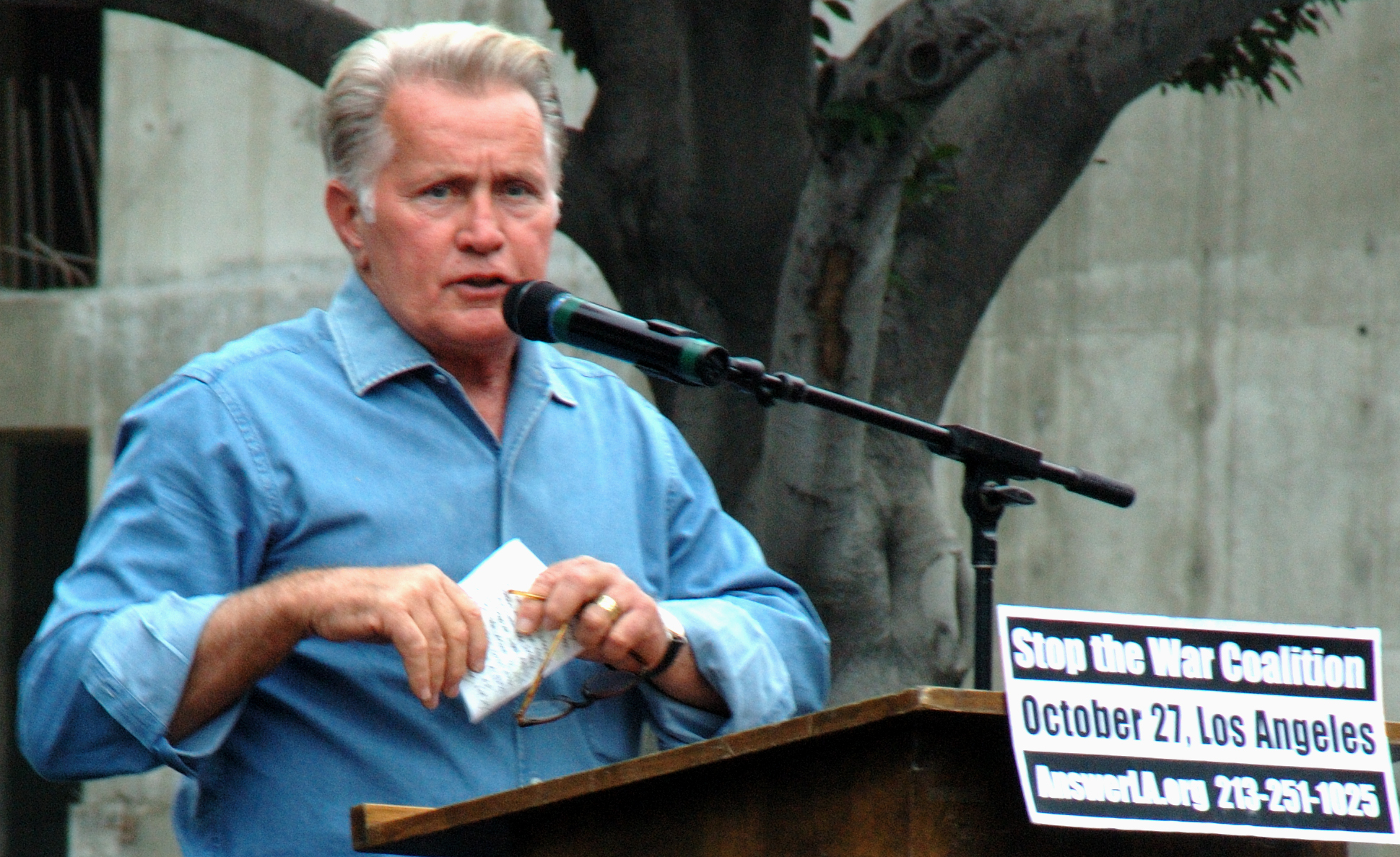
Martin Sheen l'octubre de 2007.

### Actor
- 1967: The Incident, de Larry Peerce, amb Tony Musante i Beau Bridges.
- 1973: Males terres
- 1973: Catholics, de Jack Gold
- 1973. "Message to my daughter" (Actriu: Bonnie Bedelia, Director: Robert Michael Lewis)
- 1976: The Little Girl Who Lives Down the Lane, Frank Hallet
- 1979: Eagle's Wing, Pike
- 1979: Apocalypse Now, capità Willard
- 1981: Loophole (pel·lícula) de John Quested
- 1982: The Final Countdown, amb Kirk Douglas.
- 1982: Gandhi, de Richard Attenborough
- 1983: Kennedy amb Blair Brown, E.G. Marshall i John Shea
- 1983: La zona morta, Greg Stillson.
- 1983: Man, Woman and Child,
- 1983: Firestarter.
- 1985: The Fourth Wise Man
- 1986: A State of Emergency.
- 1987: Wall Street, amb Michael Douglas i Charlie Sheen.
- 1987: Els creients amb Helen Shaver, Robert Loggia i Harley Gross.
- 1990: Cadence, sergent major Otis V. McKinney
- 1990-1992: Captain Planet and the Planeteers, Sly Sludge (sèrie de televisió).
- 1991: JFK, narrador (veu).
- 1991: Guilty Until Proven Innocent, Harold Hohne (telefilm).
- 1991: Un amour de banquier, Anthony Wayne (telefilm).
- 1991: Pomozite Hrvatskoj, narrador
- 1991: Jugoslavenska Armija pomaze srpski terorizam, narrador .
- 1991: Srpski vodovi smrti, narrador
- 1992: The Water Engine, veu de la carta en cadena.
- 1992: Original Intent, Joe
- 1992: Touch and Die, Frank.
- 1992: The Last P.O.W.? The Bobby Garwood Story (telefilm).
- 1992: Running Wild, Dan Walker.
- 1993: A Matter of Justice, Jack Brown (telefilm).
- 1993: Tales from the Crypt: "Well Cooked Hams"), Kraygen.
- 1993: Gettysburg, general Robert E. Lee.
- 1993: Murphy Brown: "Angst for the Memories", Nick Brody (sèrie de televisió).
- 1993: Hot Shots 2 (Hot Shots 2), capità Benjamin L. Willard.
- 1993: The Killing Box, general Haworth.
- 1993: Braving Alaska, narrador
- 1993: Hear No Evil, tinent Brock.
- 1993: Queen, James Jackson Sr. (minièrie).
- 1993: When the Bough Breaks, capità Captain Swaggert.
- 1994: Fortunes of War, Francis Labeck.
- 1994: Bah, Humbug!: The Story of Charles Dickens' 'A Christmas Carol', múltiples papers (telefilm).
- 1994: Boca, Jesse James Montgomery.
- 1994: Roswell, Townsend (telefilm).
- 1994: One of Her Own, ajudant del fiscal del districte Pete Maresca (telefilm).
- 1994: Trigger Fast, Jackson Baines Hardin/Ole Devil.
- 1994: Guns of Honor, Jackson Baines Hardin/Ole Devil (telefilm).
- 1994: Hits!, Kelly.
- 1995: The American President, A.J. MacInerney.
- 1995: Gospa, pare Jozo Zovko.
- 1995: Dead Presidents, jutge.
- 1995: The Break, Gil Robbins.
- 1995: Les cent et une nuits de Simon Cinéma, actor mut de Hollywood
- 1995: Sacred Cargo, pare Andrew Kanvesky.
- 1995: Captain Nuke and the Bomber Boys, Jeff Snyder.
- 1995: Dillinger and Capone, John Dillinger.
- 1995: Present Tense, Past Perfect, Brian (telefilm).
- 1996: Entertaining Angels: The Dorothy Day Story, Peter Maurin.
- 1996: The War at Home, Bob Collier.
- 1996: Project: ALF, coronel Gilbert Milfoil (telefilm).
- 1996: Crystal Cave, rei Artur (telefilm).
- 1996: Alchemy, rei Artur (telefilm).
- 1996: ''The Great War and the Shaping of the 20th Century: "Hatred and Hunger", Frank Golder (sèrie de televisió, veu).
- 1996: The Elevator, Sarge.
- 1997: The Simpsons: "The Principal and the Pauper", sergent Seymour Skinner (sèrie de televisió).
- 1997: Spawn, Jason Wynn.
- 1997: Hostile Waters, Aurora Skipper.
- 1997: Truth or Consequences, N.M., Sir.
- 1997: Gun: "Ricochet", Van Guinness (sèrie de televisió).
- 1998: No Code of Conduct, Bill Peterson.
- 1998: Free Money, nou guàrdia de seguretat.
- 1998: A Letter from Death Row, pare de Michael.
- 1998: Babylon 5: The River of Souls, Caçador d’ànimes (telefilm).
- 1998: Voyage of Terror, Henry Northcutt (telefilm).
- 1998: Shadrach, narrador (veu).
- 1998: Monument Ave., Hanlon.
- 1998: Stranger in the Kingdom, Sigurd Moulton.
- 1998: Gunfighter'
- 1998: Stories from My Childhood: "When Wishes Come True", Antonio.
- 1998: Family Attraction, president.
- 1998: Phenomenon: The Lost Archives: "H.A.A.R.P: Holes in Heaven" (veu).
- 1999: The Time Shifters, Grifasi (telefilm).
- 1999: Forget Me Never, Jack (telefilm).
- 1999: D.R.E.A.M. Team, J.W. Garrison (telefilm).
- 1999: A Texas Funeral, avui Sparta.
- 1999: Chicken Soup for the Soul (sèrie de televisió).
- 1999: Storm, general James Roberts (pel·lícula de vídeo).
- 1999: Total Recall 2070: "Virtual Justice", Praxis (sèrie de televisió).
- 1999: Lost & Found, Millstone.
- 1999: The Darklings, Ira Everett (telefilm).
- 1999: Ninth Street, pare Frank.
- 1999-2006: The West Wing, president Josiah 'Jed' Bartlet (sèrie de televisió).
- 2001: O, entrenador Duke Goulding.
- 2001: The Apostle Paul: The Man Who Turned the World Upside Down, narrador (telefilm, veu).
- 2002: Catch Me If You Can, Roger Strong.
- 2002: Spin City, pare de Charlie Crawford (sèrie de televisió).
- 2002: We the People.
- 2003: Los Reyes Magos, Gaspar (veu).
- 2003: The Commission, ajudant del fiscal general Nicholas Katzenbach.
- 2003: Milost mora, Frederik.
- 2003: Freedom: A History of Us, Charles Lindbergh (sèrie de televisió).
- 2004: Jerusalemski sindrom.
- 2005: Two and a Half Men: "Sleep Tight, Puddin' Pop", Harvey (sèrie de televisió).
- 2006 Infiltrats, Queenan.
- 2006: Bobby, Jack.
- 2006: Bordertown, George Morgan.
- 2007: Studio 60 on the Sunset Strip: "K&R: Part 3", anfitrió de la ràdio (sèrie de televisió).
- 2007: Talk to Me, E.G. Sonderling.
- 2007: Flatland: The Movie, Arthur Square.
- 2008: Hope Not Lost, narrador (veu).
- 2009: Bhopal: A Prayer for Rain, com Warren Anderson.
- 2009: Chamaco, Dr. Frank Irwin.
- 2009: Love Happens.
- 2009: Imagine That, Dante D'Enzo.
- 2009: Echelon Conspiracy, Raymond Burke.
- 2010: The Way (Tom Avery)
- 2012: Seeking a Friend for The End Of The World
- 2012: The Amazing Spider-Man
- 2013: Anger Management (sèrie de televisió)
- 2014: Trash com el sacerdot
- 2014: 4x
- 2015: Grace and Frankie
- 2016:  The Vessel
- 2021: Judas and the Black Messiah

## Premis
Globus d'Or
| Any  | Categoria                                           | Pel·lícula            | Resultat  |
| ---- | --------------------------------------------------- | --------------------- | --------- |
| 1968 | Globus d'Or al millor actor de repartiment          | The Subject Was Roses | Nominat   |
| 1983 | Globus d'Or al millor actor de minisèrie o telefilm | Kennedy (minisèrie)   | Nominat   |
| 2000 | Globus d'Or al millor actor de sèrie de TV - Drama  | The West Wing         | Nominat   |
| 2001 | Globus d'Or al millor actor de sèrie de TV - Drama  | The West Wing         | Guanyador |
| 2002 | Globus d'Or al millor actor de sèrie de TV - Drama  | The West Wing         | Nominat   |
| 2003 | Globus d'Or al millor actor de sèrie de TV - Drama  | The West Wing         | Nominat   |
| 2004 | Globus d'Or al millor actor de sèrie de TV - Drama  | The West Wing         | Nominat   |

Premis Emmy
| Any  | Categoria                                                  | Pel·lícula                      | Resultat  |
| ---- | ---------------------------------------------------------- | ------------------------------- | --------- |
| 1969 | Emmy al millor actor de repartiment                        | The Subject Was Roses           | Nominat   |
| 1974 | Emmy al millor actor en un drama                           | The Execution of Private Slovik | Nominat   |
| 1978 | Emmy al millor actor en un especial de drama o comèdia     | Taxi (sèrie de televisió)       | Nominat   |
| 1979 | Emmy al millor actor de sèrie de TV - Drama                | Eagle's Wing                    | Nominat   |
| 1994 | Primetime Emmy al millor actor invitado - Sèrie de comèdia | Murphy Brown                    | Guanyador |
| 2000 | Primetime Emmy al millor actor - Sèrie dramàtica           | The West Wing                   | Nominat   |
| 2001 | Primetime Emmy al millor actor - Sèrie dramàtica           | The West Wing                   | Nominat   |
| 2002 | Primetime Emmy al millor actor - Sèrie dramàtica           | The West Wing                   | Nominat   |
| 2003 | Primetime Emmy al millor actor - Sèrie dramàtica           | The West Wing                   | Nominat   |
| 2004 | Primetime Emmy al millor actor - Sèrie dramàtica           | The West Wing                   | Nominat   |
| 2006 | Primetime Emmy al millor actor - Sèrie dramàtica           | The West Wing                   | Nominat   |
| 2006 | Primetime Emmy al millor actor invitat - Sèrie de comèdia  | Two and a Half Men              | Nominat   |

Premis Tony
| Any  | Categoria                                                        | Pel·lícula            | Resultat |
| ---- | ---------------------------------------------------------------- | --------------------- | -------- |
| 1965 | Premio Tony al millor actor de repartiment en una obra de teatre | The Subject Was Roses | Nominat  |

Screen Actors Guild Awards
| Any  | Categoria                                                              | Pel·lícula    | Resultat  |
| ---- | ---------------------------------------------------------------------- | ------------- | --------- |
| 2000 | Premi del Sindicat d'Actors al millor actor de televisió - Drama       | The West Wing | Nominat   |
| 2001 | Premi del Sindicat d'Actors al millor actor de televisió - Drama       | The West Wing | Guanyador |
| 2001 | Premi del Sindicat d'Actors al millor repartiment de televisió - Drama | The West Wing | Guanyador |
| 2002 | Premi del Sindicat d'Actors al millor actor de televisió - Drama       | The West Wing | Guanyador |
| 2002 | Premi del Sindicat d'Actors al millor repartiment de televisió - Drama | The West Wing | Guanyador |
| 2003 | Premi del Sindicat d'Actors al millor actor de televisió - Drama       | The West Wing | Nominat   |
| 2003 | Premi del Sindicat d'Actors al millor repartiment de televisió - Drama | The West Wing | Nominat   |
| 2004 | Premi del Sindicat d'Actors al millor actor de televisió - Drama       | The West Wing | Nominat   |
| 2004 | Premi del Sindicat d'Actors al millor repartiment de televisió - Drama | The West Wing | Nominat   |
| 2005 | Premi del Sindicat d'Actors al millor repartiment de televisió - Drama | The West Wing | Nominat   |
| 2006 | Premi del Sindicat d'Actors al millor repartiment de televisió - Drama | The West Wing | Nominat   |
| 2006 | Premi del Sindicat d'Actors al millor repartiment                      | Bobby         | Nominat   |
| 2006 | Premi del Sindicat d'Actors al millor repartiment                      | Infiltrats    | Nominat   |

BAFTA
| Any  | Categoria             | Pel·lícula     | Resultat |
| ---- | --------------------- | -------------- | -------- |
| 1979 | BAFTA al millor actor | Apocalypse Now | Nominat  |

Festival Internacional de Cinema de Sant Sebastià
| Any  | Categoria                          | Pel·lícula   | Resultat  |
| ---- | ---------------------------------- | ------------ | --------- |
| 1974 | Conquilla de Plata al millor actor | Males terres | Guanyador |